# Slipping Through My Fingers
„Slipping Through My Fingers” este un cântec al formației suedeze ABBA, lansat în 1981 pe albumul The Visitors. Versurile au fost scrise de Björn Ulvaeus și Benny Andersson, iar solista vocală principală este Agneta Fältskog. Melodia se referă la sentimentele pe care le încearcă văzând creșterea fiicei sale, Linda, atunci în vârstă de 8 ani.